# Mihai Bravu (Tulcea megye)
Mihai Bravu község Tulcea megyében, Dobrudzsában, Romániában. A hozzá tartozó települések: Satu Nou és Turda.

## Fekvése
A település az ország délkeleti részén található, a megyeszékhelytől, Tulcsától harmincnyolc kilométerre délnyugatra.

## Története
Régi török neve Kamber, románul Camber. Első írásos említése a 16. századból való. Mai nevét a 20. században kapta, II. Mihály havasalföldi fejedelem után.

## Lakossága
A nemzetiségi megoszlás a következő:
| 2002      | 2002 | 2002   |
| --------- | ---- | ------ |
| Románok   | 2636 | 99,84% |
| Lipovánok | 3    | 0,11%  |
| Magyarok  | 1    | 0,03%  |
| Összesen  | 2640 | 100,0% |

## Híres emberek
- Anastasia Kostova (Mihai Bravu, 1935. január 25. – Szófia, 2010. szeptember 27.): bolgár nemzetiségű népdalénekes.